# Шалом Гарлоу
Шалом Гарлоу (англ. Shalom Harlow, нар. 5 грудня 1973, Ошава, Онтаріо, Канада) — канадська модель і акторка. Вона почала працювати фотомоделлю на початку 1990-х, досягнувши статусу супермоделі до кінця десятиліття. У 2007 році була тринадцятою у списку журналу Forbes 15 найбільш високооплачуваних супермоделей світу. Галоу вела Будинок Стилю на MTV разом із колегою-моделлю Ембер Валеттою, а також знялася в таких фільмах, як «Вхід та вихід» (1997) і «Як позбутися хлопця за 10 днів» (2003).

## Біографія
Гарлоу народилася в Ошаві, Онтаріо, в сім'ї Сенді Герберт і Девіда Харлоу. Мати назвала її Шалом (на івриті: שלום), що означає «мир», яке використовується як стандартне привітання на івриті. Її батько працював соціальним працівником, агентом з нерухомості та фінансовим інвестором, а мати, Сенді Герберт, працювала з дорослими з вадами розвитку. Шалом Гарлоу виросла в «спільноті хіпі недалеко від Торонто», і сім'я часто проводила час у своєму сімейному котеджі, побудованому її пра-прадідом. У неї є двоє молодших братів – Кріс і Натан.
Гарлоу рано захопилася балетом, але пізніше вирішила, що він не для неї, як вона стверджувала в статті New York Times у 2008 році: «Моя бунтарська природа завжди виявляється». Натомість вона зацікавилася чечіткою, оскільки їй подобався шум, який вона створювала.
У вересні 2018 року повернулася на подіум на Міланському тижні моди для показу Versace.

## Особисте життя
Гарлоу заразилася хворобою Лайма та чорною пліснявою в колишньому домі, і в результаті цих захворювань перенесла C-PTSD.

## Фільмографія
| Рік       |   | Українська назва               | Оригінальна назва            | Роль             |
| --------- | - | ------------------------------ | ---------------------------- | ---------------- |
| 1996—1997 | с | Будинок стилю                  | House of Style               | Співведуча       |
| 1997      | ф | Вхід та вихід                  | In & Out                     | Соня             |
| 1999      | ф | Вишня                          | Cherry                       | Лейла Світ       |
| 2001      | с | Коли я була дівчиною           | When I Was a Girl            |                  |
| 2001      | ф | Голова обертом                 | Head Over Heels              | Джейд            |
| 2001      | ф | Ванільне небо                  | Vanilla Sky                  | Колін            |
| 2002      | ф | Море Солтона                   | The Salton Sea               | Ненсі            |
| 2002      | ф | Щасливі тут разом              | Happy Here and Now           | Мюрель           |
| 2003      | ф | Як позбутися хлопця за 10 днів | How to Lose a Guy in 10 Days | Джуді Грін       |
| 2003      | ф | Два життя Ґрея Еванса          | I Love Your Work             | Шарлотта         |
| 2004      | ф | Мелінда та Мелінда             | Melinda and Melinda          | Джоан            |
| 2004      | с | Присяжні                       | The Jury                     | Мелісса Грінфілд |
| 2005      | ф | Вирішальна гра                 | Game 6                       | Пейслі Поттер    |
| 2006      | ф | Останній романтик              | The Last Romantic            | Крісті Тіплтон   |